# Hurth Getriebe und Zahnräder
Die Hurth Getriebe und Zahnräder GmbH war ein deutsches Industrieunternehmen. HURTH-Getriebe sind heute noch in zahlreichen Marine-Anwendungen und Schienenfahrzeugen im Einsatz.

## Geschichte
Das Unternehmen wurde 1896 von Carl Hurth unter dem Namen „Carl Hurth Maschinen und Zahnradfabrik“ in München-Isarvorstadt in der Holzstraße gegründet, es entwickelte sich kontinuierlich und hatte 1969 rund 3000 Mitarbeiter.
Von 1985 an war der Unternehmenssitz in der Moosacher Straße 36 in München-Am Riesenfeld. 1992 wurde der VEB Getriebewerk Gotha übernommen, der dann unter dem Namen HURTH-Getriebewerk Gotha GmbH firmierte. 1995 gingen Teile des Unternehmens in der Gleason Corporation auf, die den Bereich als Gleason-Hurth weiterführt, der 2015 in Europa ca. 300 Mitarbeiter an drei Produktionsstandorten beschäftigt. Die Geschäftsfelder Bahntechnik, Marine und Flurförderfahrzeuge der Hurth Gruppe wurden im gleichen Jahr von der ZF Friedrichshafen AG übernommen und in den ZF-Konzern eingegliedert. 2012 wurde die GmbH im Handelsregister gelöscht.

## Produkte
- Schaltgetriebe (Beispiele: BMW 327, Sulzer (Traktor))
- Wendegetriebe
- Radsatzgetriebe